# 金伯勒鎮區 (阿肯色州林肯縣)
金伯勒鎮區（英語：Kimborough Township）是位於美國阿肯色州林肯縣的一個行政鎮區。

## 地方資料
金伯勒鎮區的面積為59.43平方千米，當中陸地面積為53.14平方千米，而水域面積為6.29平方千米。根據2010年美國人口普查的數據，當地共有人口81人，而人口密度為每平方千米1.36人。